# Frédéric Valabrègue
Pour les articles homonymes, voir Valabrègue.
Frédéric Valabrègue, né le 12 janvier 1952 à Marseille, est un écrivain français, auteur de quatre romans, de trois récits autobiographiques et de nombreux écrits sur l'art. En 2011, il reçoit le Prix Louis-Guilloux pour son roman Le Candidat. Ses livres sont majoritairement publiés par les Éditions P.O.L.

## Biographie
Il enseigne par ailleurs l’histoire de l’art aux Beaux-Arts de Marseille-Luminy.
Plusieurs de ses romans, comme La Ville sans nom et Les Mauvestis, ont pour cadre la ville de Marseille.

## Œuvres
- Vues d’abandon,  Lettres de Casse, 1984.
- Rumeurs,  Collodion, 1985.
- La Ville sans nom, roman, P.O.L., 1989.
- Agricole et Béchamel, roman, P.O.L, 1992.
- J’ai découvert un nouveau monde, Kazimir Sévérinovitch Malévitch, biographie, Images en manœuvres, 1994.
- Alexandre Bonnier, peintre et écrivain, monographie écrite en collaboration avec Bernard Lattay, Editions Voix Richard Meier, 1994.
- Le Vert-Clos, récit, P.O.L, 1998.
- Asthme, récit, P.O.L, 2002.
- Les Mauvestis, roman, P.O.L, 2005[3].
- Georges Autard, entretien avec Pierre Manuel, Grandes Méridianes, 2005.
- Carlos Kusnir, livre d'art, Analogues, 2009.
- Ceccarelli, livre d'art, André Dimanche, 2010.
- Le candidat, roman, P.O.L, 2010.
- Grant'autre, récit, P.O.L, 2015.
- George Brecht, histoire d'un effacement, essai, Les Presses du réel, collection Al Dante, 2018.
- Une campagne, chronique romanesque, P.O.L, 2018.
- Les trois collines, roman, P.O.L, 2020.

## Prix et distinctions
- 2011 : Prix Louis-Guilloux pour son roman Le Candidat.